# Завод з переробки магнезиту у Паркгерсті
Завод з переробки магнезиту у Паркгерсті – виробничий майданчик на північному сході Австралії.
Завод ввели в дію у 1991 році для роботи з магнезитовим концентратом копальні Кунварара, який доправляють автопоїздами. Концентрат проходить обпалювання у багатоподових печах (multiple-hearth furnace) з отриманням каустичної кальцинованої магнезії (caustic calcined magnesia, light burned magnesia), яка виступає напівфабрикатом для:
- шахтних печей, де виробляють вогнетривку магнезіальну сировину (мертво спалена магнезія, dead burned magnesia);
- електродугових печей, з яких отримують електроплавлену магнезію (electrofused magnesia).
Частина каустичної кальцинованої магнезії експортується як товарний продукт (можливо відзначити, що вона може використовуватись при виробництві кормів для тварин та у якості добрива).
Станом на середину 2000-х майданчик мав річну потужність на рівні 220 тисяч тонн каустичної кальцинованої магнезії (з них біля 80 тисяч для експорту), 110 тисяч тонн вогнетривкої магнезіальної сировини та 32 тисяч тонн електроплавленої магнезії, при цьому працювали дві багатоподові та три шахтні печі. В 2010-му стала до ладу третя багатоподова піч, яка довела потужність майданчику по  каустичній кальцинованій магнезії до 320 (за іншими даними – 340 або 345) тисяч тонн на рік (одночасно додаткову сировину почала постачати копальня Яамба).
Багатоподові та шахтні печі споживають природний газ, що надходить по трубопроводу Гладстон – Рокгемптон.
Проект реалізувала компанія Queensland Magnesia Project (QMAG), засновниками якої виступили Queensland Metals Corporation (50%), Pancontinental Mining Limited (40%) та Radex Heraklith (10%). Після кількох змін у складі власників всі акції сконцентрувала Australian Magnesium Corporation, яка в 2004-му продала їх інвестиційному фонду Resource Capital Funds. Останній в 2012-му продав QMAG белгійській компанії SCR-Sibelco NV, а в 2020-му новим власником стала германська компанія Refratechnik.